# Gesetz vom 21. März 1884
Mit dem Gesetz vom 21. März 1884 (auch Gesetz Waldeck-Rousseau) erlaubte Frankreich die Gründung von Gewerkschaften und Berufsverbänden. Diese waren 1791 durch das Gesetz Le Chapelier verboten worden. Urheber des Gesetzes war Pierre Waldeck-Rousseau, mit dessen Namen das Gesetz verbunden ist.
Das Gesetz erlaubt es den Angehörigen gleicher oder ähnlicher Berufe, sich ohne Genehmigung der Regierung zu Interessenverbänden zusammenzuschließen. Diese Erlaubnis bezieht sich insbesondere auf Arbeitgeberverbände, Gewerkschaften, Innungen und Berufsverbände. Diese Interessenverbände sind berechtigt, die gemeinsamen wirtschaftlichen Interessen ihrer Mitglieder zu verfolgen; eine darüber hinausgehende Betätigung ist ihnen aber nicht gestattet. Führungsaufgaben in diesen Verbänden dürfen nur Franzosen wahrnehmen, die volle staatsbürgerliche Rechte genießen. Die Satzung und die Namen der Führungskräfte müssen bei der zuständigen Gemeindeverwaltung hinterlegt werden.
Arbeitgeberverbände und Gewerkschaften dürfen ihre Mitgliedsbeiträge frei verwenden. Immobilien dürfen sie nur insoweit besitzen, wie sie diese für ihre Versammlungen, ihre Bibliotheken und ihre Schulungen benötigen. Sie dürfen auch Büros zur Arbeitsvermittlung einrichten. Gewerkschaften dürfen unter ihren Mitgliedern Krankenkassen und Pensionskassen einrichten. Gewerkschaftsmitglieder dürfen jederzeit aus der Gewerkschaft austreten, ohne hinsichtlich ihrer Krankenversicherungs- und Pensionsansprüche benachteiligt zu werden.
Das Gesetz gilt bzw. galt auch in Algerien, Martinique, Guadeloupe und La Réunion.